# Freddy vs. Jason
Freddy vs. Jason är en amerikansk slasherfilm, regisserad av Ronny Yu. Filmen är en crossover mellan Fredagen den 13:e och Terror på Elm Street, den elfte och åttonde i respektive serier, och de två seriernas huvudskurkar, Jason Voorhees och Freddy Krueger möter varandra.
I filmens handling har Freddy blivit svag, eftersom invånarna i Springwood har undertryckt sin rädsla för honom. För att få tillbaka sina krafter återupplivar han Jason och manipulerar honom till att gå till Springwood för att skapa panik och rädsla. Jason lyckas med att skapa tillräckligt med rädsla för att Freddy ska kunna hemsöka staden igen, men han fortsätter att mörda på Freddys territorium, vilket leder till en uppgörelse mellan de två.

## Handling
Freddy Krueger är fast i Helvetet och vansinnig över att föräldrarna i Springwood kommit på ett sätt att få barnen att glömma bort honom, vilket gjort honom maktlös och oförmögen att fly. Fast besluten om att få dem att komma ihåg honom, lokaliserar han Jason Voorhees i Helvetet och förklär sig till Jasons mor, eftersom hon är den enda Jason lyssnar på, och får honom att återuppstå och gå till Springwood för att slakta tonåringarna. Jason kommer att döda tonåringarna, men Freddy kommer att få skulden och då kunna fly från Helvetet. Jason anländer till Elm Street och smyger sig in i huset där Nancy Thompson och Jesse Walsh tidigare bott, nu ägt av Lori Campbell och hennes far. Lori och hennes vänner Kia, Gibb, Blake och Trey är i huset. Trey och Gibb går upp för att ha sex, men efter samlaget blir Trey brutalt mördad av Jason. Gruppen tas in för förhör, och efter att ha hört några poliser diskutera Freddy, råkar Lori somna och drömmer om Freddy, vilket ger honom lite av sina krafter tillbaka. Freddy försöker sedan attackera Blake, men han är inte stark nog att skada honom så han bestämmer sig för att vila och låta "Jason få ha lite kul". Blake vaknar sedan och upptäcker att hans far blivit halshuggen bredvid honom. Han blir sekunderna senare mördad av Jason. För att förhindra misstankar om Freddy, säger polisen att Blake dödade Trey och sin far och sedan tog sitt eget liv.
Lori har återkommande drömmar om Freddy och berättar det för Kia och Gibb. Hon återförenas sedan med sin ex-pojkvän Will Rollins och hans vän Mark, som varit inlagda på Westin Hills Asylum men flytt efter att ha hört om morden. Senare, vid ett rave-party, råkar Gibb somna och drömmer att Freddy attackerar henne efter att han förklätt sig till Trey för att lura in henne i sin fälla. En annan rejvare försöker våldta henne, men Jason dyker upp och dödar båda, vilket upprör Freddy, som inser att Jason kommer att fortsätta mörda och att omgivningen börjar bli mer rädda för Jason än för honom. Jason går bärsärkagång på ravet och dödar ett flertal människor. Will, Lori, Kia lyckas fly, tillsammans med två kompisar, Freeburg och Linderman. De möter sedan upp med en polis, Stubbs, som vill hjälpa dem. De gör en plan för att besegra Freddy och Jason: de ska ta Jason tillbaka till Camp Crystal Lake, och Lori ska dra med sig Freddy till verkligheten för att sedan slåss mot Jason; i verkligheten kommer Freddy att vara sårbar, och Jason får "hemmaplansfördel" och vara tillbaka på sitt territorium. Freddy dödar Mark och lämnar ett blodigt meddelande inbränt i hans rygg: "FREDDY ÄR TILLBAKA", och tar sedan över Freeburgs kropp för att hindra gruppen att få tag på hypnocil, en drog som hindrar dem från att drömma när de sover. Jason elektrifierar Stubbs och konfronterar sedan Freddy i Freeburgs kropp, som injicerar Jason med två injektionsflaskor lugnande medel. Jason klyver Freeburgs kropp innan han svimmar.
Väl inne i Freddys drömvärld inser Jason att han blivit lurad och konfronterar Freddy. Från början tror Freddy att Jason inte är rädd för någonting, tillsammans med att han i verkligheten är odödlig, vilket gör honom omöjlig att döda i drömmen. Men sedan upptäcker Freddy av en slump Jasons undermedvetna rädsla för att drunkna, och utnyttjar därefter hans rädsla för att förvandla honom till ett barn. Han tar honom sedan till en mardröm från hans barndom och börjar att dränka honom.
Men innan Freddy hinner dränka honom, kommer Lori in i drömvärlden och avbryter Freddy, vilket leder till att Jason vaknar upp och attackerar gruppen, som nu är framme vid Crystal Lake. En upprörd Freddy försöker döda Lori och han avslöjar även att det var han som dödade hennes mamma, men hon vaknar upp och tar med sig Freddy till en brinnande stuga i skogen. Jason vänder sin koncentration mot Freddy, som är smått paralyserad av sin rädsla för eld. Jason slår ned Freddy och kastar iväg honom genom det brinnande stugans tak. Lori, Will, Kia och Linderman försöker fly, men Linderman är svårt skadad och dör lite senare. Kia försöker rädda Lori och Will från Freddy, men blir istället brutalt dödad av Jason. Freddy och Jason fortsätter sin strid och Lori bestämmer sig för att stanna tills Freddy är död. Freddy är ingenting för Jasons fysiska kraft, men Freddy är snabbare och vigare, vilket leder till att de båda skadar varandra. Under deras strid sätter Lori och Will eld på gastankarna vid bryggan för att spränga Freddy och Jason. När elden börjar sprida sig sliter Jason av Freddys arm. Explosionen därefter skickar iväg båda i sjön. Freddy kommer tillbaka och försöker att döda Lori, men Jason attackerar honom bakifrån genom att knivhugga honom med sin egen handske innan han faller tillbaka ner i sjön. Lori plockar upp Jasons machete och halshugger honom. Hon kastar sedan ner macheten i vattnet medan Jason sjunker ner. Lori och Will lämnar sedan platsen, men morgonen efter reser sig Jason från vattnet, bärandes sin machete och Freddys avhuggna huvud, som blinkar mot kameran och skrattar.

## Produktion

### Utveckling
New Line och Paramount försökte att göra en Freddy vs. Jason-film redan 1987, men de kunde inte komma överens om handlingen eller vad man skulle göra med de två serierna. När Jason intar Manhattan misslyckades att dra in lika mycket pengar som de tidigare filmerna, bestämde sig Sean Cunningham för att han ville återfå rättigheterna till Fredagen den 13:e och börja jobba med New Line Cinema på Freddy vs. Jason, eftersom New Line ägde rättigheterna till Terror på Elm Street. Själva Freddy vs. Jason-konceptet var inte nytt; Paramount hade vänt sig till New Line för att diskutera en eventuell crossoverfilm år innan den sistnämnde hade fått rättigheterna till Fredagen den 13:e. Vid den tidpunkten ville båda företagen ha rättigheter till den andres karaktär, så att de kunde kontrollera skapandet av filmen. Projektets förhandlingar slutfördes aldrig, vilket ledde till att Paramount istället gjorde Fredagen den 13:e del 7. Efter att Jason intar Manhattan släpptes 1989 återgick rättigheterna till Scuderi, Minasian och Barsamianto, som sålde dem till New Line. Innan Cunningham kunde börja med Freddy vs. Jason återvände Wes Craven till New Line för att göra New Nightmare. Detta gjorde att Freddy vs. Jason lades på is, men tillät Cunningham att föra tillbaka Jason i rampljuset med Jason Goes to Hell. Den nionde delen i serien tjänade in mycket pengar, trots att den egentligen var mer menad att väcka intresse för en film med Freddy Krueger, än att starta en ny serie för New Line. Men filmserien skulle få ännu en uppföljare innan det kunde hända. Cunninghams frustration över förseningarna av Freddy vs. Jason-projektet tvingade honom att skapa en till uppföljare för att hålla uppe publikens intresse. Baserat på Jason Takes Manhattans koncept om att ta Jason ut från Crystal Lake, skulle den tionde filmen ta huvudkaraktären ut i rymden. Filmen fick dock en baksmäll då produktionspresidenten Michael De Luca sa upp sig. Filmen tvingades läggas på is i två år innan den äntligen kunde släppas 26 april 2002. Den blev även den film i serien som tjänade in minst pengar, trots att den hade den dittills högsta budgeten i serien.
Efter mer än 15 års på-och-av-utveckling och ungefär 6 miljoner dollar spenderade på 18 oanvända manus från mer än ett dussin manusförfattare, producerade New Line till slut Freddy vs. Jason, 2003. En av filmens största hinder var att göra en story som på ett passande sätt förde de två skräckikonerna tillsammans. Potentiella storys varierade kraftigt, från bland annat att Freddy skulle ha antastat och dränkt Jason som barn, till en sekt Freddy-dyrkare, kallade "Fred Heads".
Enligt manusförfattarna Mark Swift och Damian Shannon övervägdes ett flertal slut för filmen, men till slut kunde producenten Robert Shaye komma på ett slut som var acceptabelt för alla. Han spelade in den sista scenen i filmen som visar Jason, fast utan Ken Kirzinger. Den spelades in i Los Angeles med en annan skådespelare, Douglas Tait som porträtterade Jason.

## Kane Hodder-kontrovers
New Line kände att Freddy vs. Jason behövde en ny start och valde en ny skådespelare för Jason. Cunningham höll inte med om deras beslut och tyckte att Hodder vore det bästa valet för rollen. Hodder fick manuset till Freddy vs. Jason och hade ett möte med regissören Ronny Yu och New Lines styrelse, men Matthew Barry och Yu tyckte att rollen behövde ersättas för att passa Yus bild av Jason. Enligt Hodder gav New Line ingen anledning till ersättningen, men Yu har förklarat att han ville ha en långsammare, mer besinningsfull Jason, och mindre av de aggressiva rörelserna som Hodder hade använt sig av i de tidigare filmerna. Yu och verkställande chef Jeff Katz märkte ramaskriet bland fansen över ersättningen av Hodder, men de stod fast vid sitt beslut. Rollen gick så småningom till Ken Kirzinger, en kanadensisk stuntman some även jobbade med Jason intar Manhattan. Andra anledningar till att Kirzinger fick rollen har också nämnts. Enligt Yu fick Ken rollen eftersom han var längre än Robert Englund, som spelar Freddy. Kirzinger är 196 cm, jämfört med Hodder som är 190 cm, och Yu ville en större skådespelare som kunde luta sig över den 1,78 cm långe Englund. Kirzinger tror att hans medverkande i Del VIII hjälpte honom att få rollen, eftersom Kirzinger spelade Jason i två av scenerna i den filmen. Trots att han anställdes av teamet direkt, gjordes det inte officiellt förrän New Line fått se honom på film. Kirzingers första scen var när Jason går på Elm Street. New Line ville ha ett specifikt rörelsemönster i Jasons gångstil; Kirzinger uppfyllde deras förväntningar och skrev kontrakt med studion. Trots att Hodder uttrycker viss förbittring över att inte blivit vald, är han och Kirzinger goda vänner.

## Mottagande

### USA
Trots att filmen fick blandad kritik var den en stor box office-succé. Slagsmålsscenerna har blivit väldigt prisade. Baserat på 153 recensioner på Rotten Tomatoes, har Freddy vs. Jason en ranking på 43% från kritiker, vilket resulterat i en ranking på 4,9 av 10. Bland Rotten Tomatoes top-kritiker som består av kritiker från tidningar, webbsidor och radioprogram, har filmen en ranking på 25%. Men filmen har en ranking på 60% för Rotten Tomatoes användare. Hos Metacritic, som har en skala från 0–100, har filmen en medelranking på 37, men 70 för sidans användare.

### Sverige
Den svenska filmsidan Moviezine gav filmen 2 av 5, men även de prisade slagsmålscenerna och specialeffekterna. Filmen gick direkt till videohyllan i Sverige men visades som avslutningsfilm på Fantastisk Filmfestival i Lund bara veckor efter USA-premiären.